# Bilariāganj
Bilariāganj är en ort i Indien.   Den ligger i distriktet Āzamgarh och delstaten Uttar Pradesh, i den nordöstra delen av landet, 700 km öster om huvudstaden New Delhi. Bilariāganj ligger 83 meter över havet och antalet invånare är 13 244.
Terrängen runt Bilariāganj är mycket platt. Runt Bilariāganj är det tätbefolkat, med 947 invånare per kvadratkilometer. Närmaste större samhälle är Mubārakpur, 13,5 km sydost om Bilariāganj. Trakten runt Bilariāganj består till största delen av jordbruksmark.